# Bernardo Rocha de Rezende
Bernardo Rocha de Rezende, dit Bernardinho est un ancien joueur désormais entraîneur de volley-ball brésilien né le 28 mai 1959 à Rio de Janeiro. Il mesure 1,85 m et jouait passeur. Il compte plusieurs sélections en équipe du Brésil de volley-ball. Son fils Bruno Rezende est joueur de volley-ball professionnel.
Il a la particularité d'avoir entraîné l'équipe féminine du Brésil avant d'avoir entrainé l'équipe masculine tout en étant entraîneur du club Rexona-Ades. Bernardinho est l'entraîneur ayant le plus grand palmarès de l'histoire du volley-ball mondial.
Il prend la suite de Laurent Tillie après les Jeux olympiques d'été de 2020 en devenant l'entraîneur de l'équipe de France de volley-ball, poste dont il démissionne le 22 mars 2022 en raison de « problèmes personnels ».

## Clubs joueur
| Club                      | Pays   | De        | À         |
| ------------------------- | ------ | --------- | --------- |
| Fluminense Rio de Janeiro | Brésil | 1972-1973 | 1979-1980 |
| Atlantica Boavista        | Brésil | 1979-1980 | 1985-1986 |
| Flamengo                  | Brésil | 1985-1986 | 1986-1987 |
| Vasco de Gama             | Brésil | 1987-1988 | 1987-1988 |

## Palmarès joueur
- Jeux olympiques 
  - Finaliste : 1984

- Championnat du monde
  - Finaliste : 1982

- Championnat d'Amérique du Sud (1)
  - Vainqueur : 1981, 1983, 1985

## Clubs entraîneur
| Club          | Pays   | De        | À         | Qualité   |
| ------------- | ------ | --------- | --------- | --------- |
| Brésil        | Brésil | 1988-1989 | 1989-1990 | Adjoint   |
| Imet Pérouse  | Italie | 1990-1991 | 1991-1992 | Principal |
| Panini Modène | Italie | 1992-1993 | 1992-1993 | Principal |
| Brésil        | Brésil | 1994-1995 | 1999-2000 | Principal |
| Brésil        | Brésil | 2001-2002 | 2015-2016 | Principal |
| Rexona-Ades   | Brésil | 2002-2003 | …         | Principal |
| France        | France | Août 2021 | Mars 2022 | Principal |

## Palmarès entraîneur

### Sélection féminine
- Championnat du monde
  - Finaliste : 1994

- Coupe du monde
  - Finaliste : 1999

- Grand Prix mondial (2)
  - Vainqueur : 1994, 1996
  - Finaliste : 1999

- Championnat d'Amérique du Sud (3)
  - Vainqueur : 1995, 1997, 1999

### Sélection masculine
- Jeux olympiques 
  - Vainqueur : 2004, 2016
  - Finaliste : 2008, 2012

- Championnat du monde (3)
  - Vainqueur : 2002, 2006, 2010

- Ligue mondiale (8)
  - Vainqueur : 2001, 2003, 2004, 2005, 2006, 2007, 2009, 2010
  - Finaliste : 2002, 2011, 2016

- Coupe du monde (2)
  - Vainqueur : 2002, 2007

- Championnat d'Amérique du Sud (2)
  - Vainqueur : 2001, 2003

## Vie privée
Il est le père du joueur international brésilien Bruno Rezende et le mari de Fernanda Venturini, également internationale brésilienne.